# Cadenet (troubadour)
Pour les articles homonymes, voir Cadenet (homonymie).
Cadenet, né en 1160 à Cadenet et mort en 1235, est le pseudonyme de Elias Raimond Bérenger, un troubadour et compositeur. Son père était seigneur de ce village.
Lorsque Raimond V, comte de Toulouse, attaqua le comté de Forcalquier, le village fut pillé et saccagé.
Le père de Cadenet fut tué et le troubadour encore enfant fut enlevé par un chevalier nommé Guillaume de Lantar qui combattait pour Raimond V. Il fut amené à Toulouse où il reçut une éducation. Par la suite, il devint jongleur, sous le nom de Baguas, et se produisit dans les cours ; son succès n’était pas au rendez-vous. Un jour qu’il était retourné dans son village, il eut comme révélation de se baptiser Cadenet. Le seigneur troubadour, Blacas, l’accueillit à sa cour, Cadenet écrivit des vers pour sa sœur. Il fut ensuite renommé; on l'accueillit dans de nombreuses cours.
Il finit sa vie chez les Hospitaliers.
La première édition critique moderne de l'œuvre de Cadenet fut publiée en allemand sous le titre Der Trobador Cadenet en 1920; l'auteur en était Carl Appel.

## Œuvres
Des vingt-cinq chansons qui lui sont attribuées et dont le texte a été conservé, 21 (ou 23) sont des "cansos", trois autres représentent des, "alba", "partimen" et "pastorela". Une mélodie est aussi connue.

## Extrait
De son œuvre Lo ben e lo mal (Le Bien et le Mal) :

« Ben volgra s'esser pogues

ot lo mal qu'ai fait desfar

e-l be que non ai fait far

Ai! com m'en fora ben pres

si-l bes fos mals e mals fos bes...

Tant mi sent vas Dieu mespres

qu'eu me cugei deseperar. »

## Sources
- (en) Cet article est partiellement ou en totalité issu de l’article de Wikipédia en anglais intitulé « Cadenet (troubadour) » (voir la liste des auteurs).

- Falvy, Zoltán. "La cour d'Alphonse le Sage et la musique européenne (in Varia)." Studia Musicologica Academiae Scientiarum Hungaricae, T. 25, Fasc. 1/4. (1983), pp 159–170.
- Zemp, Josef (Ed.), Les poésies du troubadour Cadenet: édition critique avec introduction, traduction, notes et glossaire. P. Lang, Bern ; Las Vegas, 1978.

## Pour en savoir plus